# Nephodia nigricula
Nephodia nigricula là một loài bướm đêm trong họ Geometridae.